# نخاو با
نخاو با، (بالإنجليزية: Nekauba)‏ ، أو (نكاو با). (678 – 672 ق.م). يعتقد أنه كان أحد الملوك الأوائل في الأسرة المصرية السادسة والعشرون. على قائمة مانيتو.

## فترة حكمه
إمتد حكمه 6 سنوات. ومع ذلك، فكونه ملكاً هو أمر غير مؤكد في أي وثيقة معاصرة وقد يكون بدعة للحكام السايسيين في الأسرة الخامسة والعشرين لشرعنة حكمهم. كتب مانيتو أن نكاو با من المفترض أنه خلف مؤسس الأسرة السادسة والعشرون تف‌ ناخت الثاني - والذي خلف بدوره نخاو الأول، والد بسماتيك الأول. حكم نكاو با كملك سايسي محلي في عهد الأسرة النوبية بين 678 ق.م حتى 672 ق.م لو ما كان يتمتع بحكم مستقل. إذا لم يكن كذلك، فلابد أنه كان الحاكم المحلي لسايس الذي تقلد منصبه في الفترة التي سبقت حكم الملك نخاو الأول. يقترح عالم المصريات كنيث كيتشن أن حكم نكاو با امتد من 6 إلى 16 عام، رغم أن تلك الفترة تبدو كبيرة بالنسبة لحاكم غامض. وعلى قائمة مانيتو، نجد أن فترة حكم نكاو با امتدت 6 سنوات فقد. مما يوحي بقصر الفترة بين حكم تف‌ناخت الثاني وتقلد نخاو الأول الحكم. يحتمل أن نخاو با ونخاو الأول كانا أولاد تف ‌ناخت الثاني. حيث أن اسمه قريب الشبه من اسم نخاو.